# Albert (Erzählung)
Albert ist eine Erzählung von Lew Nikolajewitsch Tolstoi aus dem Jahr 1858.
Albert ist ein sehr begabter Musiker, der arbeitslos ist und weder Geld noch Obdach hat. Delesow, ein wohlhabender Mann, ist so begeistert von der Musik Alberts, dass er ihm Obdach anbietet. Nachdem sie sich zwei Tage lang gut unterhalten und zusammen getrunken haben und Albert Geige gespielt hat, beginnt ein Streit das gute Verhältnis zu zerstören: Delesow verbietet seinem Hausangestellten, dem stark alkoholabhängigen Albert weiterhin Wein und Schnaps zu geben und Albert aus dem Haus zu lassen. Die gute Absicht Delesows, Albert aus seinem elenden Leben zu retten, wird von Albert allerdings als böswillig aufgenommen und so verlässt dieser, nachdem er dem Hausangestellten die Schlüssel gestohlen und sich damit Zugang zu einer Flasche Schnaps verschafft hat, mitten in der eiskalten Nacht das Haus von Delesow und läuft betrunken durch die Straßen. Auf dem Weg zu Anna Iwanownas (einem Dienstmädchen) Wohnung fällt es ihm schwer, seine starken Visionen und die Wirklichkeit auseinanderzuhalten. Am Ende legt er sich auf die Türschwelle der Wohnung, weil ihm der Einlass verwehrt wurde. Betrunken und bewusstlos wird Albert von zwei Gästen, die die Wohnung verlassen, aufgefunden. Albert, nach wie vor in seinen Visionen gefangen, denkt, dass er nun begraben würde, als man ihn aus Angst, dass er erfrieren könnte, in die Wohnung trägt.

## Deutschsprachige Ausgaben
- Albert. Deutsch von Alexander Eliasberg. S. 262–294 in: Gisela Drohla (Hrsg.): Leo N. Tolstoj. Sämtliche Erzählungen. Zweiter Band. Insel, Frankfurt am Main 1961 (2. Aufl. der Ausgabe in acht Bänden 1982)